# Simijaca
Simijaca è un comune della Colombia facente parte del dipartimento di Cundinamarca.
Il centro abitato venne fondato da Luis Enriquez e Juan López De Linares nel 1600.